# Louppy-sur-Loison
Louppy-sur-Loison és un municipi francès situat al departament del Mosa i a la regió del Gran Est. L'any 2007 tenia 120 habitants.

## Demografia

### Població
El 2007 la població de fet de Louppy-sur-Loison era de 120 persones. Hi havia 56 famílies, de les quals 28 eren unipersonals (24 homes vivint sols i 4 dones vivint soles), 12 parelles sense fills i 16 parelles amb fills.
La població ha evolucionat segons el següent gràfic:
Habitants censats

### Habitatges
El 2007 hi havia 77 habitatges, 59 eren l'habitatge principal de la família, 16 eren segones residències i 2 estaven desocupats. Tots els 77 habitatges eren cases. Dels 59 habitatges principals, 44 estaven ocupats pels seus propietaris, 9 estaven llogats i ocupats pels llogaters i 6 estaven cedits a títol gratuït; 1 tenia una cambra, 3 en tenien dues, 13 en tenien tres, 16 en tenien quatre i 26 en tenien cinc o més. 43 habitatges disposaven pel capbaix d'una plaça de pàrquing. A 51 habitatges hi havia un automòbil i a 0 n'hi havia dos o més.

### Piràmide de població
La piràmide de població per edats i sexe el 2009 era:
| Homes | Edats   | Dones |
| ----- | ------- | ----- |
| 0     | 95 o +  | 0     |
| 0     | 90 a 94 | 4     |
| 0     | 85 a 89 | 0     |
| 0     | 80 a 84 | 4     |
| 4     | 75 a 79 | 0     |
| 4     | 70 a 74 | 4     |
| 8     | 65 a 69 | 4     |
| 4     | 60 a 64 | 8     |
| 0     | 55 a 59 | 4     |
| 0     | 50 a 54 | 0     |
| 8     | 45 a 49 | 0     |
| 16    | 40 a 44 | 8     |
| 0     | 35 a 39 | 12    |
| 0     | 30 a 34 | 0     |
| 0     | 25 a 29 | 0     |
| 8     | 20 a 24 | 4     |
| 16    | 15 a 19 | 20    |
| 8     | 10 a 14 | 4     |
| 4     | 5 a 9   | 4     |
| 0     | 0 a 4   | 0     |

## Economia
El 2007 la població en edat de treballar era de 77 persones, 56 eren actives i 21 eren inactives. De les 56 persones actives 51 estaven ocupades (27 homes i 24 dones) i 5 estaven aturades (3 homes i 2 dones). De les 21 persones inactives 9 estaven jubilades, 1 estava estudiant i 11 estaven classificades com a «altres inactius».

### Ingressos
El 2009 a Louppy-sur-Loison hi havia 55 unitats fiscals que integraven 113 persones, la mediana anual d'ingressos fiscals per persona era de 14.644 €.

### Activitats econòmiques
Dels 2 establiments que hi havia el 2007, 1 era d'una empresa de comerç i reparació d'automòbils i 1 d'una empresa classificada com a «altres activitats de serveis».
L'any 2000 a Louppy-sur-Loison hi havia 6 explotacions agrícoles.

## Poblacions més properes
El següent diagrama mostra les poblacions més properes.